# Make It Big
Make It Big — второй студийный альбом английского поп-дуэта Wham!, выпущенный в 1984 году. По сравнению с их более ранними работами, Wham! (Джордж Майкл и Эндрю Риджли) имели больше контроля над производством альбома, и Майкл также был указан как продюсер. Альбом имел коммерческий успех, попав на первое место как в США, так и в Великобритании, и породив четыре сингла, все из которых вошли в тройку лучших в США и Великобритании. «Make It Big» был сертифицирован 4-кратно платиновым в США во время своего выпуска, и с тех пор был сертифицирован 6-кратно платиновым в США. В марте 2024 года «Make It Big» был переиздан на виниле впервые за 30 лет.
В музыкальном клипе на сингл «Wake Me Up Before You Go-Go» дуэт был в футболках с надписью «Choose Life». Это был первый из нескольких хитов с альбома. Второй сингл «Careless Whisper» технически является альбомом Wham! песня, как она появляется на альбоме Wham! «Make It Big». Однако, когда она была выпущена как сингл, она была приписана либо «Wham! featuring George Michael» (в Северной Америке и нескольких других странах), либо исключительно «George Michael» (в Соединённом Королевстве и некоторых европейских странах), поскольку стало очевидно, что в какой-то момент в ближайшем будущем Майкл начнет сольную карьеру. В музыкальном видео для третьего сингла «Freedom» дуэт был показан во время выступления на концерте в Китае; кстати, Wham! стал первым западным популярным музыкальным коллективом, совершившим тур по Китаю. Четвёртый сингл «Everything She Wants» был выпущен как двойной A-side с «Last Christmas»; «Last Christmas» позже появится на «Music from the Edge of Heaven», альбоме, выпущенном только в Северной Америке и Японии.

## Об альбоме
Композиция «Careless Whisper» была выпущена в качестве сольного сингла Джорджа Майкла, хотя, в отличие от многих песен Wham!, она была написана совместно с Эндрю Риджли.
В октябре 1994 года, чуть меньше чем через 10 лет после оригинального релиза, «Make It Big» в шестой раз получил платиновый сертификат.

## Список композиций
Слова и музыка всех песен — Джорджем Майклом, за исключением указанных.
| №  | Название                      | Длительность |
| -- | ----------------------------- | ------------ |
| 1. | «Wake Me Up Before You Go-Go» | 3:49         |
| 2. | «Everything She Wants»        | 5:07         |
| 3. | «Heartbeat»                   | 4:42         |
| 4. | «Like a Baby»                 | 4:13         |

| №                   | Название                                        | Длительность |
| ------------------- | ----------------------------------------------- | ------------ |
| 1.                  | «Freedom»                                       | 5:07         |
| 2.                  | «If You Were There» (The Isley Brothers)        | 3:41         |
| 3.                  | «Credit Card Baby»                              | 5:09         |
| 4.                  | «Careless Whisper» (Джордж Майкл, Эндрю Риджли) | 6:30         |
| Общая длительность: | Общая длительность:                             | 38:18        |

## Участники записи
Wham!:
- Джордж Майкл — вокал, бэк-вокал, клавишные, аранжировки, продюсирование
- Эндрю Риджли — гитара, акустическая гитара, бэк-вокал

Приглашённые музыканты:
- Хью Бёрнс[англ.] — гитара, акустическая гитара
- Дион Эстус[англ.] — бас-гитара
- Трэвор Моррелл — ударные
- Томми Айр[англ.] — клавишные
- Энди Ричардс[англ.] — клавишные
- Дэвид Бэптайст — саксофон
- Стив Грегори[англ.] — саксофон
- Колин Грэм — труба
- Пол Спонг — труба
- Крис Портер — инженер звукозаписи
- Пол Гомерсэлл — ассистент инженера
- Тони МакГи — фотография

| Чарт (1984)                               | Позиция |
| ----------------------------------------- | ------- |
| UK Albums Chart                           | 1       |
| Чарт (1985)                               | Позиция |
| Australian Kent Music Report Albums Chart | 1       |
| Billboard 200, США                        | 1       |
| Top R&B/Hip-Hop Albums, США               | 20      |

| Чарт (1985)                    | Позиция |
| ------------------------------ | ------- |
| США (Billboard Top Pop Albums) | 4       |

| Организация | Статус             | Дата            |
| ----------- | ------------------ | --------------- |
| RIAA — США  | Золотой диск       | 26 декабря 1984 |
| RIAA — США  | Платиновый диск    | 28 декабря 1984 |
| RIAA — США  | 3x Платиновый диск | 8 июля 1985     |
| RIAA — США  | 4x Платиновый диск | 23 декабря 1985 |
| RIAA — США  | 5x Платиновый диск | 22 августа 1990 |
| RIAA — США  | 6x Платиновый диск | 7 октября 1994  |